# 조슈아 브릴란테
조슈아 브릴란테(Joshua Brillante, 1993년 3월 25일 ~ )는 A리그의 웨스턴 시드니 원더러스에서 뛰는 오스트레일리아의 축구 선수이다. 브릴란테는 이탈리아 후손 출신이기에 이중국적자이다.

## 클럽 경력

### 골드 코스트 유나이티드
브릴란테는 12월 3일에 노스퀸즐랜드 퓨어리에게 0-1로 진 경기에서 A-리그 데뷔전을 치렀다.

### 뉴캐슬 제츠
2012년 5월 12일, 그가 뉴캐슬 유나이티드 제츠와 계약했음이 알려졌다.

### 피오렌티나
2014년 7월 15일, 브릴란테가 세리에 A의 피오렌티나에 입단하기로 결정하였다.